# Rue Guénégaud
La rue Guénégaud est une voie située dans le quartier de la Monnaie dans le 6e arrondissement de Paris.

## Situation et accès
La rue Guénégaud est desservie à proximité par les lignes 4 et 10 à la station Odéon.

## Origine du nom
Elle porte ce nom car elle longe l'ancien hôtel particulier de Henri du Plessis-Guénégaud (1609 - 1676), secrétaire d'État de la Maison du roi de Louis XIV.

## Historique
La rue a été ouverte en 1641 et 1664 sur l'ancien terrain de l'hôtel de Nevers vendu cette année-là à Henri du Plessis-Guénégaud, qui y fait construire son hôtel particulier dont la rue tient le nom.
En 1719, le peintre François Marot (1666-1719) meurt en son domicile de la rue Guénégaud. En 1791 et 1792, Jeanne Marie Philipon (1754-1793), dite Mme Roland, a tenu un salon politique rue Guénégaud : elle y reçoit les principales personnalités politiques girondines de la Révolution française. En 1829, le peintre Jean-Baptiste Régnault meurt en son domicile, situé au n° 15 de la rue.
Le 17 août 1944, Jean Teissier de Marguerittes, alias le colonel Lizé, chef des FFI de la Seine, installe son PC dans le cadre de la libération de Paris au no 1 de la rue.

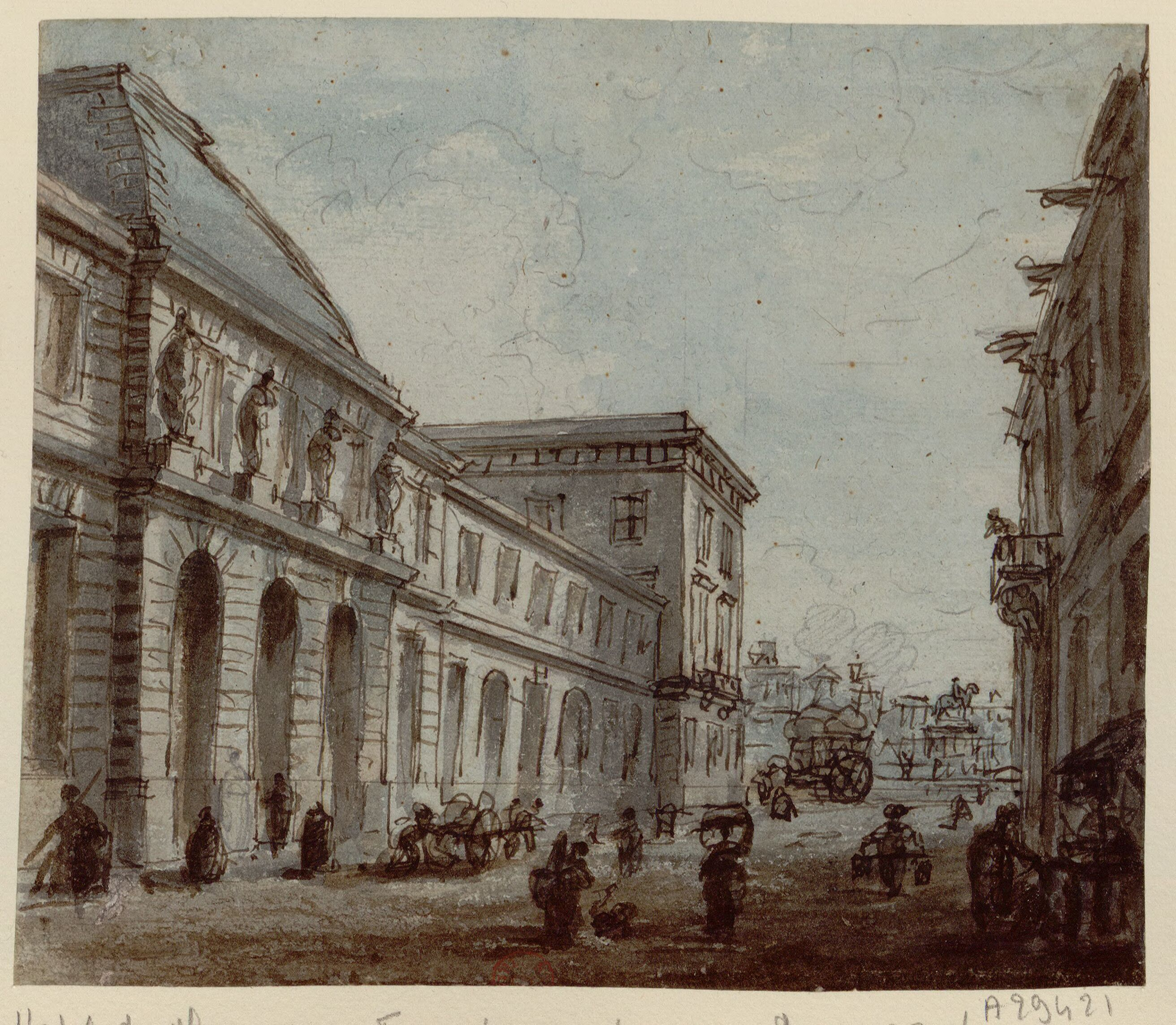
L'hôtel des Monnaies et la rue Guénégaud à la fin du XVIIIe siècle.
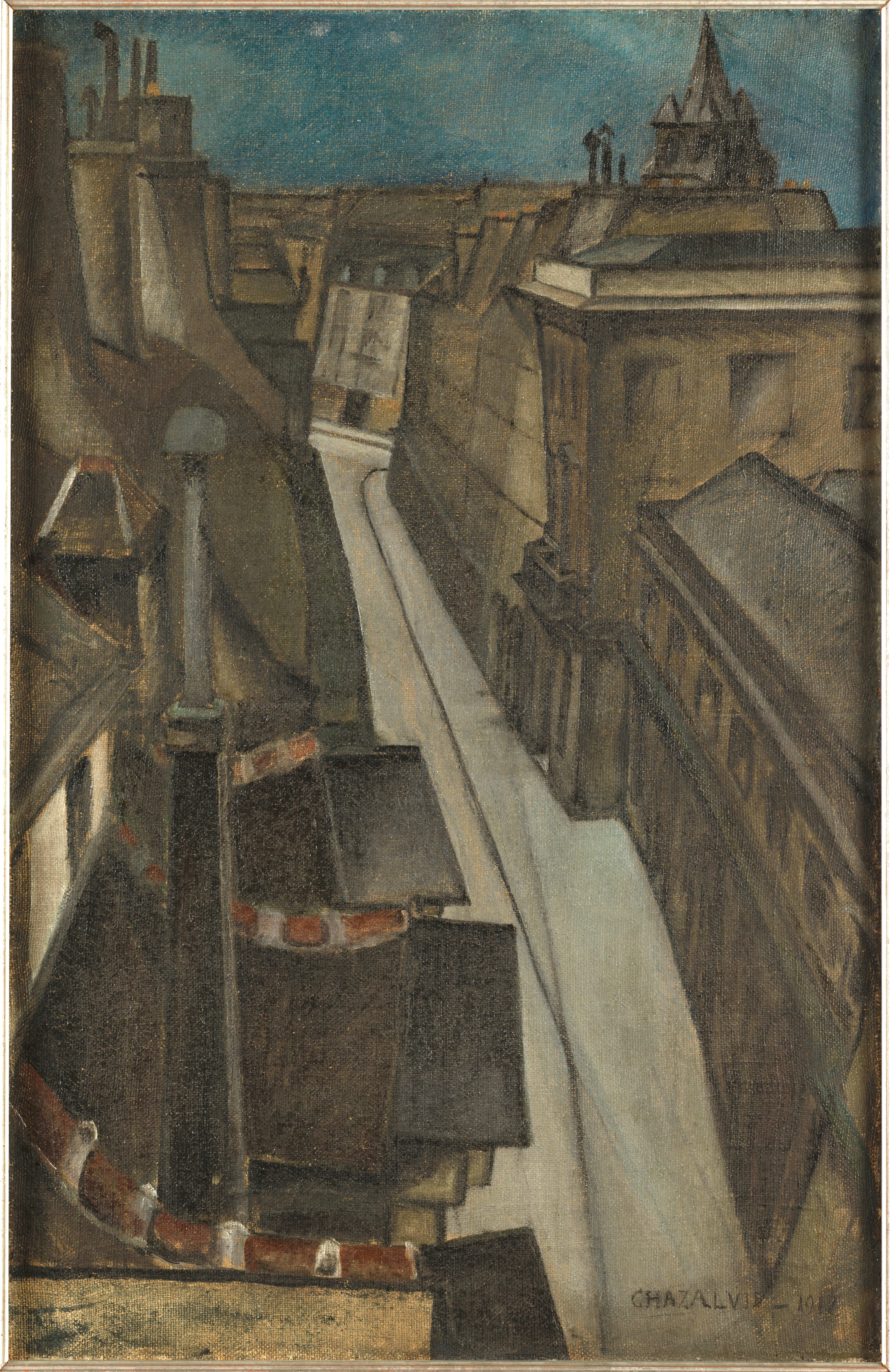
Tableau d'Albert-Édouard Chazalviel en 1912.
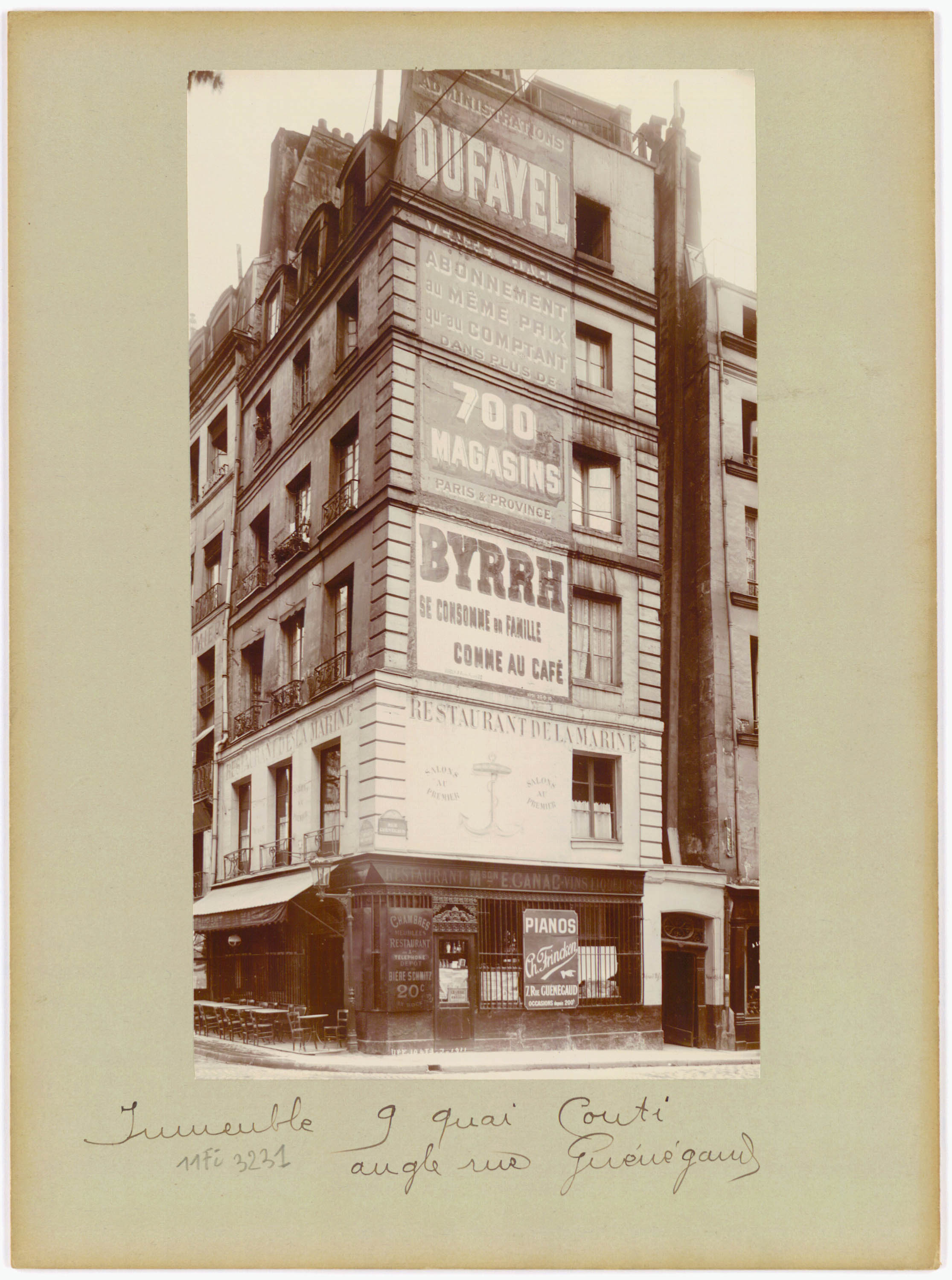
Le no 1 au coin du quai de Conti, avant la construction des immeubles du carrefour Curie (photographie de Charles Lansiaux).
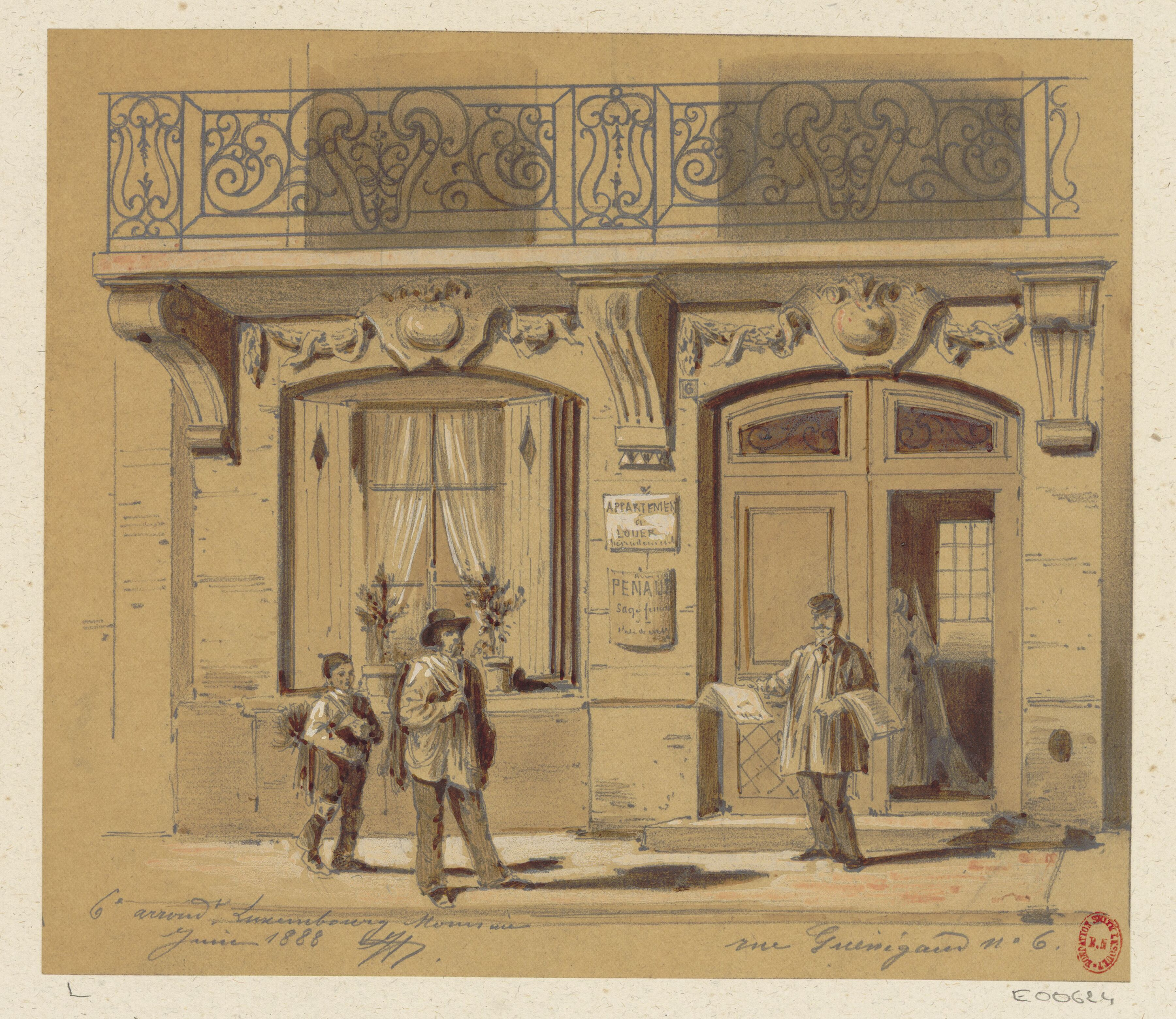
Le no 6 en 1888 (dessin de Jules-Adolphe Chauvet).
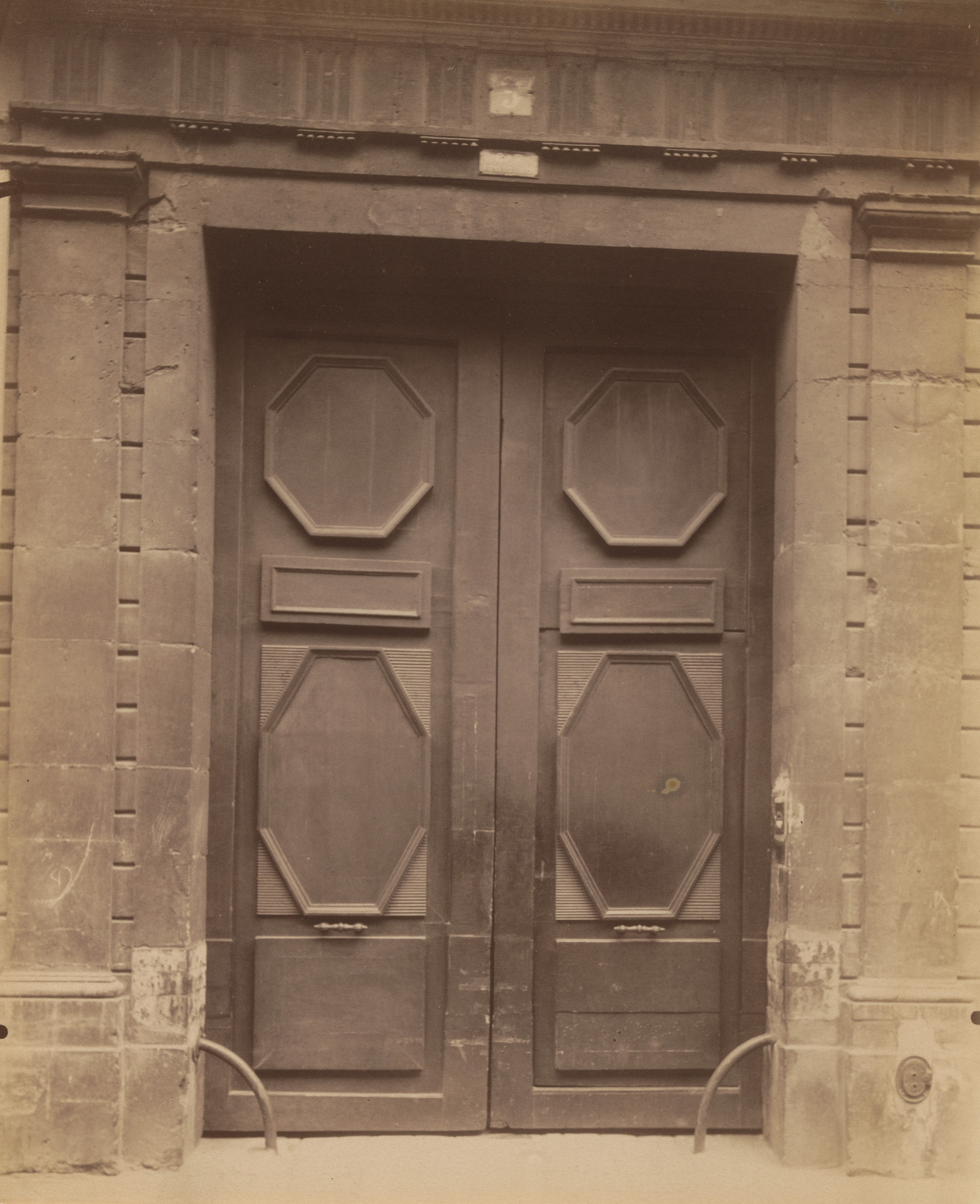
Le porche du no 9 en 1906 (photographie d'Eugène Atget).

## Bâtiments remarquables et lieux de mémoire
- Au no 2 : l'entrée de l'hôtel de la Monnaie.
- Au no 9 : logement du poète Pierre-Paul Poulalion (1801-1871) et de sa revue Le poète boiteux, écrite, publiée et distribuée par lui-même dans les établissements de boisson du quartier latin, entièrement rédigé à sa gloire[6].
- Au no 17 : maison du procureur Pierre Camus et de son fils Armand-Gaston Camus, avocat au Parlement de Paris, représentant du tiers état aux États-Généraux, constructeur de l'hôtel de Beauvau[7] ; une plaque lui rend hommage. En avril 1895, Fernand Clerget y fonde la Bibliothèque de l'Association.
- No 21 : atelier du peintre et écrivain breton Pierre-Émile Cornillier (1862-1933).
- Aux nos 27 et 29 : vestiges de l'enceinte de Philippe Auguste[8],[9].
- À la fin des années 1920, Nancy Cunard crée une boutique-imprimerie rue Guénégaud[10].

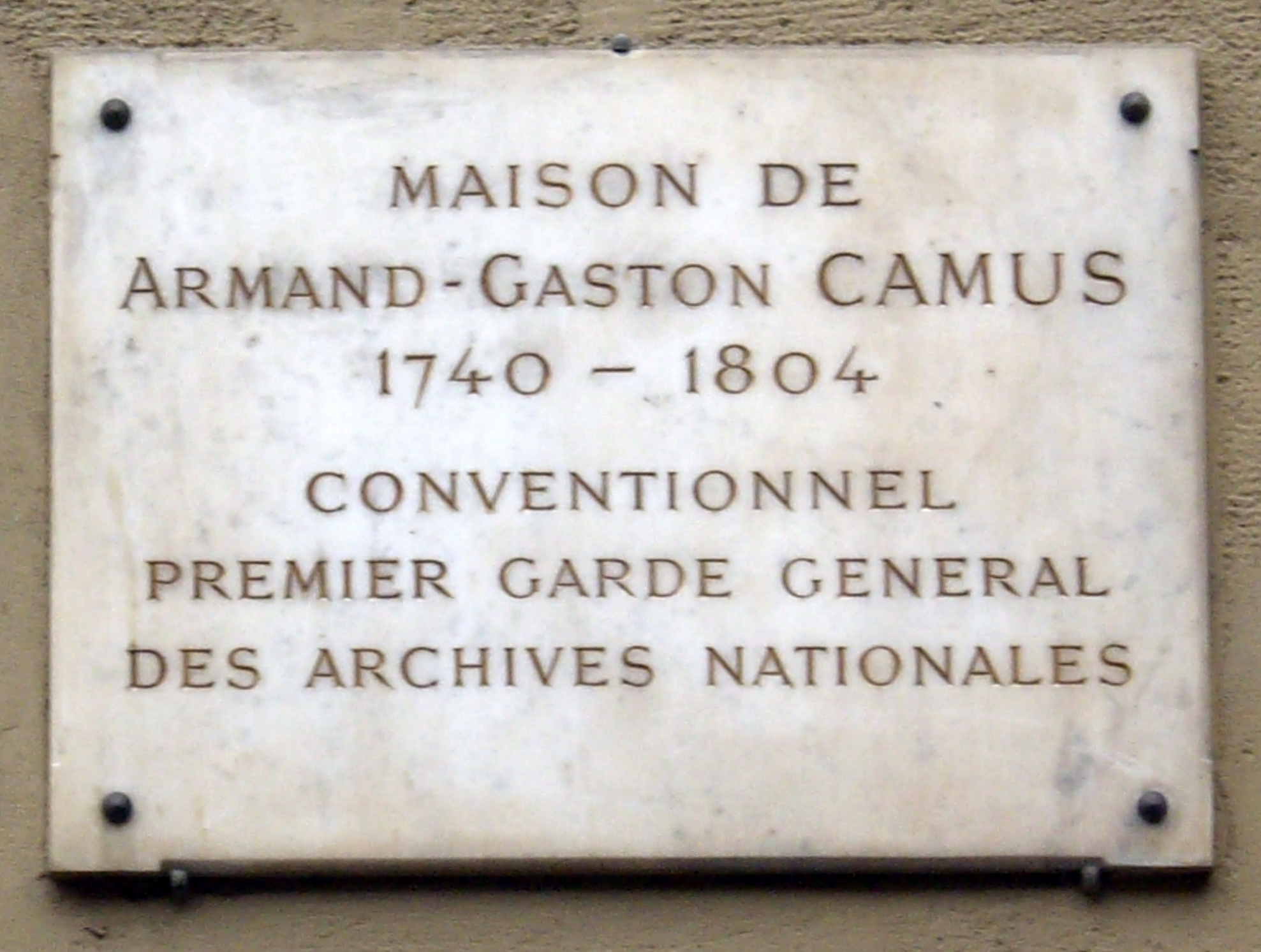
Plaque au no 17.

## Littérature
En littérature, dans Thérèse Raquin d'Émile Zola publié en 1867, la rue Guénégaud jouxte le passage où Thérèse et sa famille tiennent une échoppe.